# Chionochloa crassiuscula
Chionochloa crassiuscula là một loài thực vật có hoa trong họ Hòa thảo. Loài này được (Kirk) Zotov mô tả khoa học đầu tiên năm 1963.